# NGC 420
NGC 420 es una galaxia lenticular de la constelación de Piscis. 
Fue descubierta el 12 de septiembre de 1784 por el astrónomo William Herschel.